# スズハモ
スズハモ(pike eel)は、インド太平洋全体で見られるウナギ目の魚である。オーストラリアでは南西部の西オーストラリアやニューサウスウェールズ州沖で見られる。平均の体長は1.8mになり、日中に活動する。ハモとの違いは、側線孔の数がおおよそ40個以下であることである。

## 繁殖
メスは、オーストラリア沖で産卵し、9から10週間で孵化する。メスは、1年間に400万個に達する数の卵を産む。